# Mark Philippoussis
Mark Anthony Philippoussis (* 7. listopadu 1976) je australský profesionální tenista. Otec je původem Řek, matka má italské kořeny. Největších tenisových úspěchů dosáhl finálovou účastí na dvou grandslamech ve Wimbledonu 2003 a US Openu 1998. Obě dvě prohrál. Krátkou dobu pracoval v modelingu a v roce 2007 se také zúčastnil americké televizní reality show Age of Love, ve které si vybíral partnerku. Prošel slavnou Tenisovou akademií Nicka Bollettieriho na Floridě. Má jedno z nejrychlejších podání na okruhu (229,0 km/h). Austrálii reprezentoval na třech letních olympijských hrách LOH 1996, LOH 2000 a LOH 2004.

## Statistiky

### Mužská dvouhra: 2 (0–2)
| Stav      | Rok  | Turnaj    | Soupeř ve finále | Výsledek            |
| --------- | ---- | --------- | ---------------- | ------------------- |
| Finalista | 1998 | US Open   | Patrick Rafter   | 6–3, 3–6, 6–2, 6–0  |
| Finalista | 2003 | Wimbledon | Roger Federer    | 7–6(5), 6–2, 7–6(3) |

### Finálová utkání na Masters Series

#### Dvouhra: 2 (1–1)
| Kolo      | Rok  | Turnaj       | Povrch    | Finalista   | Výsledek                      |
| Vítěz     | 1999 | Indian Wells | tvrdý     | Carlos Moyà | 5–7, 6–4, 6–4, 4–6, 6–2       |
| Finalista | 2000 | Paříž        | tvrdý (h) | Marat Safin | 3–6, 7–6(7), 6–4, 3–6, 7–6(8) |

## Finálová utkání na turnajích ATP

### Dvouhra - bilance (11-11)
Vítězství (11)
| Legenda                     |
| Grand Slam (0)              |
| Tennis Masters Cup (0)      |
| ATP Masters Series (1)      |
| ATP Championship Series (2) |
| ATP Tour (8)                |

| Číslo | Datum             | Turnaj                     | Povrch | Finalista          | Výsledek                |
| 1.    | 14. říjen 1996    | Toulouse, Francie          | tvrdý  | Magnus Larsson     | 6–1, 5–7, 6–4           |
| 2.    | 3. březen 1997    | Scottsdale, USA            | tvrdý  | Richie Reneberg    | 6–4, 7–6(4)             |
| 3.    | 28. duben 1997    | Mnichov, Německo           | antuka | Alex Corretja      | 7–6(3), 1–6, 6–4        |
| 4.    | 9 . červen 1997   | Londýn, Spojené království | tráva  | Goran Ivanišević   | 7–5, 6–3                |
| 5.    | 16 únor 1998      | Memphis, USA               | tvrdý  | Michael Chang      | 6–3 6–2                 |
| 6.    | 8 únor 1999       | San José, USA              | tvrdý  | Cecil Mamiit       | 6–3, 6–2                |
| 7.    | 8. březen 1999    | Indian Wells, USA          | Hard   | Carlos Moyà        | 5–7, 6–4, 6–4, 4–6, 6–2 |
| 8.    | 7. únor 2000      | San José, USA              | tvrdý  | Mikael Tillström   | 7–5, 4–6, 6–3           |
| 9.    | 19. únor 2001     | Memphis, USA               | tvrdý  | Davide Sanguinetti | 6–3, 6–7(5) 6–3         |
| 10.   | 22. září 2003     | Šanghaj, Čína              | tvrdý  | Jiří Novák         | 6–2, 6–1                |
| 11.   | 16. července 2006 | Newport, USA               | tráva  | Justin Gimelstob   | 6–3, 7–5                |

Prohry - finalista (11)
| Číslo | Datum             | Turnaj                 | Povrch    | Vítěz          | Výsledek                      |
| 1.    | 6. březen 1995    | Scottsdale, USA        | tvrdý     | Jim Courier    | 7–6(2), 6–4                   |
| 2.    | 9. říjen 1995     | Kuala Lumpur, Malajsie | koberec   | Marcelo Ríos   | 7–6(6), 6–2                   |
| 3.    | 16. říjen 1995    | Tokio, Japonsko        | tvrdý (h) | Michael Chang  | 6–3, 6–4                      |
| 4.    | 29. září 1997     | Toulouse, Francie      | tvrdý (h) | Nicolas Kiefer | 7–5, 5–7, 6–4                 |
| 5.    | 6. říjen 1997     | Basilej, Švýcarsko     | koberec   | Greg Rusedski  | 6–3, 7–6(6), 7–6(3)           |
| 6.    | 14. září 1998     | US Open, New York, USA | tvrdý     | Patrick Rafter | 6–3, 3–6, 6–2, 6–0            |
| 7.    | 9. říjen 2000     | Hong Kong, Čína        | tvrdý     | Nicolas Kiefer | 7–6(4), 2–6, 6–2              |
| 8.    | 20. listopad 2000 | Paříž, Francie         | koberec   | Marat Safin    | 3–6, 7–6(7), 6–4, 3–6, 7–6(8) |
| 9.    | 7. leden 2002     | Adelaide, Austrálie    | tvrdý     | Tim Henman     | 6–4, 6–7(6), 6–3              |
| 10.   | 10. březen 2003   | Scottsdale, USA        | tvrdý     | Lleyton Hewitt | 6–4, 6–4                      |
| 11.   | 7. červenec 2003  | Wimbledon, Londýn, VB  | tráva     | Roger Federer  | 7–6(5), 6–2, 7–6(3)           |